# Drino nova
Drino nova är en tvåvingeart som beskrevs av Louis-Paul Mesnil 1949. Drino nova ingår i släktet Drino och familjen parasitflugor.
Artens utbredningsområde är Madagaskar. Inga underarter finns listade i Catalogue of Life.